# Luzones
Luzones (portugués : Luções , pronunciación portuguesa: [luˈsõjʃ] ; también Luzones en español) era un gentilicio utilizado por marineros portugueses en Malasia a principios del siglo XVI, en referencia a las personas Kapampangan y Tagalog (Filipinos) que vivían en la bahía de Manila. (portugués: Luçon)
Los portugueses registraron que los luzones tenían asentamientos en Malaca y su alcance comercial y militar se vio en el sur, sureste y este de Asia.
El portugués registró varias personalidades que resultaron ser Lucoes. Tales como los siguientes: Según el cronista portugués Ferdinand Pinto, señaló que había varios luzones en las flotas islámicas que lucharon contra los portugueses en Filipinas durante el siglo XVI. En 1539 los filipinos (Lucoes) formaron parte de un ejército de Batak-Menangkabau que sitió Aceh, así como de la flota acehnese que levantó el sitio al mando del turco Heredim Mafamede enviado desde Suez por su tío Suleiman, virrey de El Cairo. Cuando esta flota más tarde tomó Aru en el Estrecho de Malaca, contenía 4.000 musulmanes de Turquía, Abisinia, Malabar, Guyarat y Luzón, y después de su victoria, Heredim dejó allí una guarnición cuidadosamente seleccionada bajo el mando de un filipino llamado  Sapetu Diraja; Regimo Diraja, era el Temeggung (Gobernador y General en Jefe) de Malaca y los portugueses lo instalaron allí cuando ocuparon Malaca mientras gobernaba a los nativos; y luego Rajah Matanda, el ex príncipe de Maynila. También fue el almirante de la marina de Brunéi. Rajah Matanda era el nieto musulmán del sultán Bolkiah de Brunéi y era el gobernante de Manila cuando llegaron los españoles. Bajo las órdenes de su abuelo, el sultán de Brunéi, Ache había saqueado previamente la ciudad budista de Loue en el suroeste de Borneo por ser fiel a la antigua religión y rebelarse contra la autoridad del sultanato. Ache atacó a la expedición.
Dery sugiere que la decisión de Ache de atacar debe haber estado influenciada por el deseo de llevar el barco de Elcano de regreso a la bahía de Manila, para usarlo como palanca contra su primo, el gobernante de Tondo, quien estaba usurpando el territorio de la madre de Ache, quien gobernaba Maynila en ese momento.
Elcano, sin embargo, pudo derrotar y capturar a Ache. Según Scott, Ache finalmente fue liberado después de que se pagó un rescate. Sin embargo, Aceh dejó un moro que hablaba español "un moro que entendía algo de nuestra lengua castellana, quien se llamaba pazeculan." Este conocimiento del idioma español se dispersó por el Océano Índico e incluso en el sudeste asiático después de que la conquista castellana del Emirato de Granada obligara a los musulmanes granadinos de habla hispana a emigrar a través del mundo musulmán incluso hasta Manila islámica.
En el sudeste asiático continental, Luzones ayudó al rey birmano en su invasión de Siam en 1547 d. C. Al mismo tiempo, Luzones luchó junto al rey siamés y se enfrentó al mismo ejército de elefantes del rey birmano en la defensa de la capital siamesa en Ayuthaya. La actividad militar y comercial de Lucoe llegó hasta Sri Lanka en el sur de Asia, donde se descubrió cerámica Lungshanoid hecha en Luzón en los entierros Los luzones tenían intereses militares y comerciales principalmente en el sudeste asiático con cierto alcance en el este y el sur de Asia, tanto que el soldado portugués Joao de Barros consideraba a los lucoes, que estaban militar y comercialmente activos en toda la región, "los más belicosos y valientes" de estas partes.
El libro, "Wakan Sansai Zue" registró que antes de la llegada de los españoles, el emperador Ming se refería a los gobernantes de Luzón como "Reyes" (呂宋國王).  Sin embargo, después de la ocupación española, simplemente se les llamó señores de Luzon (呂宋國主).